# France (neboder)
Neboder France (fr. Tour France), neboder je u Parizu, glavnom gradu Francuske. Smješten je u gradskoj poslovnoj četvrti La Défense na obali Seine.
Neboder je, nakon Défense 2000, najviša stambena zgrada u Île-de-Franceu.